# Agôgittou
Agôgittou ist mit einer Höhe von 1382 m der dritthöchste Berg in Dschibuti. Er liegt in der Region Tadjoura im Nordwesten des Landes.

## Geographie

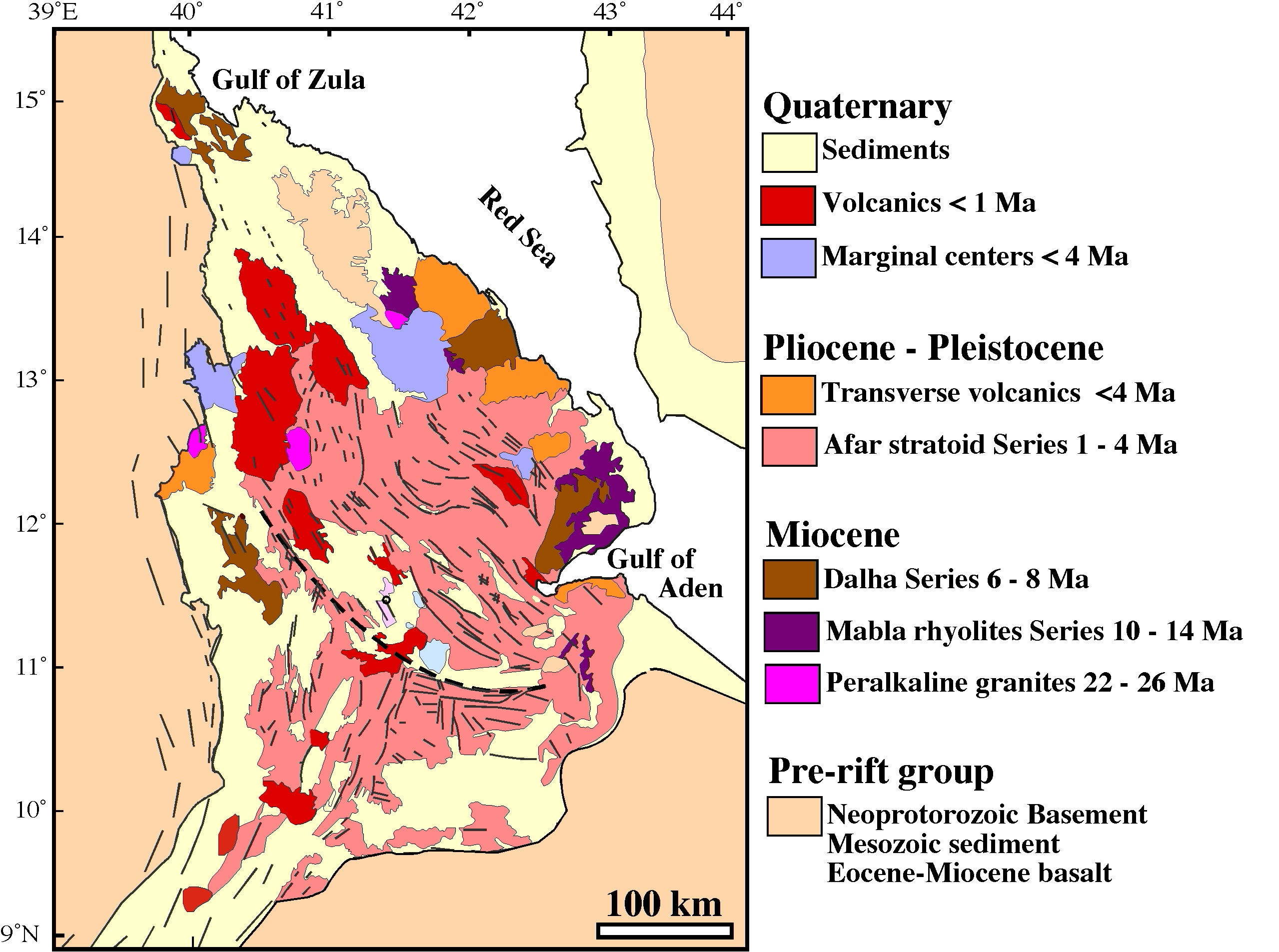
Geologie des Afar-Dreiecks.

Der Berg ist Teil des Hochlands nördlich der Afar-Senke, das sich nach Nordosten weiterzieht bis in die Region Obock.
Mit Kousra (ca. 1360 m, ⊙) und ‘Ambaro (ca. 1306 m, ⊙) liegen zwei weitere bedeutende Gipfel in naher Umgebung, nur etwa 2 km, beziehungsweise 4 km, westlich des Berges.